# Want to Want Me
Want to Want Me è un singolo del cantante statunitense Jason Derulo, il primo estratto dal quarto album in studio Everything Is 4 e pubblicato il 9 marzo 2015.

## Composizione
Derulo ha rivelato in un'intervista che il brano è stato il primo che ha composto per l'album, ed ha deciso di farlo il primo singolo dell'album quando l'ha fatta ascoltare a diversi suoi amici, che apprezzarono la sua originalità e il suo vibe anni 80.

## La canzone
Il testo di Want to Want Me è stato scritto in collaborazione con Sam Martin e Ian Kirkpatrick, che ne è anche il produttore; per il brano il cantante ha spiegato di non essersi ispirato alla sua ex fidanzata, ma appunto parla di un amore nuovo che intraprende tematiche di peccato, di ossessione, di quando si desidera una persona e si vuole essere guardati allo stesso modo. Il brano era inizialmente destinato ad essere ceduto a Chris Brown per il suo album X, ma successivamente il cantante la scartò ritenendola poco coerente nell'album.
Il brano è di genere disco con diversi elementi pop. Diversi critici hanno trovato nel brano una forte ispirazione al brano del 2013 Treasure di Bruno Mars.

## Video musicale
Il videoclip, diretto da Colin Tilley, è stato pubblicato il 23 marzo 2015 su YouTube. Il video si apre con Jason e una ragazza sdraiati nei rispettivi letti in due stanze differenti separate da un muro e da una porta: quello che segue poi è un alternarsi di sequenze che segue scene amorose e passionali del cantante e della stessa ragazza su un letto illuminato da una luce blu e scene in cui si vede Jason cantare e ballare su un palco con una camicia bianca con il colletto aperto, una giacca nera e pantaloni dello stesso colore.

## Esibizioni dal vivo
Jason Derulo si è esibito con "Want to Want Me" il 29 marzo 2015 all'iHeartRadio Music Awards, e successivamente in American Idol; dopo questo ne sono seguite altre performance, tra cui quella più famosa al The Ellen Degenerees Show il 13 aprile 2015 e a The Voice il 28 aprile 2015.

## Tracce
1. Want to Want Me – 3:27

## Classifiche
| Classifica (2015) | Posizione massima |
| ----------------- | ----------------- |
| Australia         | 4                 |
| Austria           | 1                 |
| Belgio (Fiandre)  | 18                |
| Belgio (Vallonia) | 17                |
| Canada            | 5                 |
| Danimarca         | 5                 |
| Europa            | 1                 |
| Finlandia         | 17                |
| Francia           | 6                 |
| Germania          | 2                 |
| Irlanda           | 3                 |
| Italia            | 8                 |
| Nuova Zelanda     | 3                 |
| Paesi Bassi       | 7                 |
| Regno Unito       | 1                 |
| Scozia            | 1                 |
| Spagna            | 2                 |
| Stati Uniti       | 5                 |
| Sudafrica         | 1                 |
| Svezia            | 13                |
| Svizzera          | 3                 |
| Ungheria          | 14                |